# مهرجان هاستنجز للجعة والموسيقى
مَهرجان هاستنجز للجعةِ والموسيقى هو حَدث كان في السابقِ يستمر لمُدة ثلاثة أيام، ولكِنه الآن أصبَح يَومين فَقط، وكَان دائمًا ما يُقام في ذا اوفل، بهاستينغز. فهو يُدار مِن قِبل لجنة مُكونة مِن أعضاءِ الطاولةِ المُستديرة المَحلية. يَمتلك هؤلاء الأشْخاص تَجربة عَظيمة مِن مجموعة مِن المَناصب المِهنية التي يَتولوها والتي تُساعدهم لجعلِ هذا الحَدث يَحدث.
بَدأ مهرجان هاستينغز للجعةِ في عام 1981 وكان نَاتج عن رُؤية عُضو الطَاولة المُستديرة السابق جون بوترز والرئيس السَابق للملكةِ في إيكليشام، مارتن هاريس. انضموا إلى القُوات لخلقِ هذا الحَدث السَنوي الآن. فقد قاموا بتوحيدِ جُهودهم لخلقِ هذا الحَدث.
ما بدأ كَحدث خَيري صَغير يُقدم مَجموعة فَريدة مِن أنواع البيرة، أصْبح الآن حدثًا رئيسيًا لهاستينغز والمناطق المُحيطة بها مع استمرار التَركيز علي العملِ التطوعي. 100٪ مِن الأمْوال التي تَم جَمْعُها تم التبرع بِها لقضايا محلية.في عام 1998 أصبح الحَدث هو مهرجان هاستينغز للبيرة والمُوسيقى.
لقد ازداد حَجم الحَدث كثيرًا على مَر السِنين، مما أدى إلى ظُهور مَفهوم جَديد للطريقةِ التي يَتم بها تَنظيم الحَدث وتشغيله. بالإضافة إلى العملِ التطوعي الذي يُقدمه أعضاء المَائدة المُستديرة في الماضي والحاضر، وزَوجاتهم، ودَعم نَادي الليونز والعديد مِن المُنظمات الخيرية الأخرى في المنطقة، يستمر هذا الحدث في تقديم شكلٍ رائعٍ من وسائلِ الترفيه للمدينة وتعظيم مِقدار المَال المَوهُوب للجمعياتِ الخيرية المحلية.
في عام 2005، اشتهر مَهرجان هاستنجز للجعةِ والموسيقى - مع فرقة كين - وهي فِرقة مَحلية مِن فرقةِ باتل القريبة مِن العَرض. وكانت هذه فُرصة كَبيرة وفَرَت الكَثير مِن المَال للمُستفيد الرئيسي - سانت مايكلز هوسبيس. بعد نَجاح هَذا الشَكل، اخْتَار الفَريق في مَهرجان هاستنجز للجِعة والمُوسيقى اسمًا آخرًا كَبيرًا ليُمَثل. وقَد تميزت «الوضع الراهن» بالمراحلِ كجزءٍ مِن جَولة «الفريق لم تنته بعد» في عام 2006 - بدعمٍ مِن فرقة Zucchini المَحلية.
بعد حدثٍ أصغَر قليلًا مِن الجِزية والأفعَال المَحلية في عام 2007، أُلغي الحَدث بسبب نَقص التَمويل بَعد الإقبال السَيء على حدث 2007 بسبب سُوء الأحوال الجوية. ومَع ذلك، بَعد الكَثير مِن الدَعم العَام والاحتِجَاجَات، بشكلٍ رئيسي مِن خِلال الفيسبوك، أعادت اللجنة تَشكيل وجَمع حدث «عودة إلى الجذور» مَع فِرقٍ محليةٍ كبيرةٍ كلهم يلعبون مجانًا على مدى يومين. كان هذا نجاحًا كبيرًا، حيث تجمعت البلدة معًا تحت المَظلة الكبيرة على الرغمِ مِن أشعة الشمس الرائعة. أدى كين أيضًا في مهرجان عام 2012.
في عام 2017، قَررت لجنة HBMF أن الحدث قد اشتهر في الكسندرا بارك، وبعد 35 عاما، سوف يتم نقله إلى مكانٍ جديدٍ في «حقول اللعب البيضاوية» على طريق بوهيميا في هاستينغز.